# 福田繁雄
福田 繁雄（ふくだ しげお、1932年2月4日 - 2009年1月11日）は、日本のグラフィックデザイナー。 日本グラフィックデザイナー協会三代目会長。単純化された形態とトリックアートを融合させたシニカルなデザインが特徴。「日本のエッシャー」とも称される。
画家の福田美蘭は娘。童画家の林義雄は義父（妻・靖子の父）。

## 略歴
東京都台東区浅草出身。母の郷里二戸市に疎開し、岩手県立福岡高等学校を経て東京芸術大学図案科卒業（1956年）。大学在学中に日本童画会展アンデルセン生誕150年記念賞などを受賞。
卒業後、味の素デザイン室を経て、1958年フリーとなる。1966年、日本宣伝美術会会員。1967年、日本万国博覧会の公式ポスターに入選して脚光を浴びる。また、万国博覧会会場の迷子標識などの絵文字(ピクトグラム)も手がけた。
1969年よりカゴメ・アートディレクション担当。1972年ワルシャワ国際ポスタービエンナーレ金賞を受ける。1975年にワルシャワ戦勝30周年記念国際ポスターコンクールのグランプリ作品『VICTORY』で世界的名声を得る。
1976年、芸術選奨新人賞受賞。1978年、東京芸術大学美術学部デザイン科講師。1981年-1986年、東京芸術大学助教授。のち、客員教授。1985年つくば科学博でも「子供広場・さがし絵の森」「UCC館」などを担当。
1997年、紫綬褒章受章。2000年、日本グラフィックデザイナー協会会長。2007年、台湾の東方技術学院に福田繁雄設計芸術館がオープンした。
東京国立近代美術館運営委員、東京芸術大学美術館評議委員、金沢美術工芸大学客員教授、中国清華大学美術デザイン学術顧問、中国西北工業大学・四川大学客員教授など。
1994年に、TBSドラマ「天までとどけ3」にて本人役で特別出演している。
2009年1月11日22時30分、くも膜下出血のため東京都三鷹市の病院で死去。76歳没。

## 受賞
- 1966年、毎日デザイン賞(第12回)
- 1970年、毎日デザイン賞(16回)〕
- 1975年、芸術選奨文部大臣新人賞(第26回)
- 1977年、文芸春秋漫画賞(第23回)
- 1980年、講談社出版文化賞(ブックデザイン賞)
- 1987年、日本広告賞山名賞
- 1987年、ニューヨーク・アート・ディレクターズクラブ名声の殿堂
- 1995年、ユネスコ国際ポスターグランプリ・サビニャック賞[16]
- 1997年、通産大臣デザイン功労賞
- 1997年、紫綬褒章
- 2001年、岩手県勢功労賞[17]
- 2002年、ワルシャワ国際ポスタービエンナーレ銀賞[18]
- 2004年、岩手日報文化賞[19]
- 2006年、東京ＡＤＣ名誉の殿堂賞[20]
- 2007年、勝美勝賞[21]

## 作品

### ポスター
- 日本万国博覧会公式ポスター（1967年）
- 『VICTORY』（1975年） - ワルシャワ戦勝30周年記念国際ポスターコンクールグランプリ
- 『LOOK1』（1984年） - 第1回ニーム国際ポスタービエンナーレ優秀賞
- 『LOOK1』（1985年） - ユネスコ国際ポスター展グランプリ・サピニャック賞
- 『Rio '92』（1992年） - 環境と自然保護国際ポスターコンクールグランプリ、トルナバ国際ポスタートリエンナーレ市長賞
- 『I'm here』（1993年） - トルナバ国際ポスタートリエンナーレ市長賞
- 『HIROSHIMA NAGASAKI-50』（1995年） - JAGDA平和と環境のポスター大賞
- 『THE ALFEE CLASSICS II』（1996年） -THE ALFEEのTHE ALFEE CLASSICS IIのジャケットデザイン
- 『THE ALFEE in Berlin』（1999年） -THE ALFEEベルリン公演ポスター

### 立体・環境
- 『アンダーグランドピアノ』（1984年） - 世田谷美術館・広島市現代美術館
- 『滝・三次元のエッシャー』（1985年）
- 『マッキントッシュの椅子ですか?』（1986年）
- 『ランチはヘルメットをかぶって…』（1987年）
- 『海を切り離すことはできない・日本丸』（1988年）
- 『鏡の中のアルチンボルド』（1988年）
- 『TIME・時』（1988年） - 川崎市市民ミュージアム
- 『泳ぐ文字の粋族館』（1988年）
- 『椅子になって休もう』（1990年） - 札幌芸術の森野外美術館
- 『宇宙七曜星の精』（1992年） - 北九州市・中の橋
- 『天まで届け』 （1994年） - メディアパーク市川所蔵
- 『潮風公園島の日曜日の午後』（1995年） - 東京臨海副都心（都立潮風公園）
- 『ローマ字の宇宙』（2001年） - 田中舘愛橘記念科学館
- 『漫・画』（2002年） - 横山隆一まんが記念館

### トロフィー
- FUKUDAポスター大賞
- ジャパン・オープン・テニス選手権（男子シングルス・男子ダブルス）
- 日本ガラスアート大賞
- 日本建築学会 創立100周年記念文化賞
- 『NHK紅白歌合戦』金杯（1983年 - 1985年）
- 『クイズ面白ゼミナール』どこから見てもクエスチョンマークトロフィー（1981年 - 1988年）

ほか

### 映像作品
- 『視覚美術館 ふしぎな錯覚の世界』（1986年、TBSブリタニカ・パイオニアLDC株式会社） - 監修

### 著作
- 『おもちゃ』　美術出版社　1970年
- 『手づくりの玩具』　駸々堂ユニコンカラー双書　1976年
- 『不思議図絵』　ほるぷ出版　1976年
- 『アイデアのエレメント 新しいデザインのための視覚原理とその表現』　美術出版社 新技法シリーズ　1977年
- 『福田繁雄の立体造形』　河出書房新社 アート・テクニック・ナウ　1977年
- 『ちょっとしゃれたプレゼント・ブック あなたの心を効果的に伝える方法』　祥伝社 ノン・ブック　1978年
- 『福田繁雄標本箱』　美術出版社　1978年
- 『福田繁雄作品集』　講談社　1979年
- 『ユーモア仕掛けの遊生活 もうひとつの世界をひらく』　みずうみ書房　1979年
- 『カレンダーの本』　岩波書店 ぼくのさんすう・わたしのりか　1982年
- 『福田繁雄のポスター』　光村図書出版　1982年
- 『視覚トリック』　六耀社　1982年
- 『遊moreデザイン館 創造・アイデア・教育』　岩波ブックレット　1985年
- 『福田繁雄のからくりデザイン』　新潮社とんぼの本　1986年
- 『イラストリック412』　美術出版社　1987年
- 『福田繁雄偉作集』　アイデア編集部編 誠文堂新光社　1992年
- 『デザイン快想録・福田繁雄』　誠文堂新光社　 1996年
- 『福田繁雄』　ギンザ・グラフィック・ギャラリー　1997年
- 『ぼくとぼく』　光村教育図書　1999年
- 『福田繁雄のトリックアート・トリップ』　毎日新聞社　2000年
- 『SHIGEO FUKUDA MASTER WORKS』　カナダ・ファイヤーフライ　2005年

### 編
- 『世界のグラフィックデザイン 7 (環境のグラフィック)』粟津潔,磯崎新共編 講談社 1974
- 『現代世界のグラフィックデザイン 第5巻 エディトリアル』長友啓典と責任編集 講談社 1988
- 『ふるさとの詩 日本』編 学習研究社 私のナイーブ・アート館 1991
- 『わたしの地球』毎日新聞こども環境・文化研究所共編 毎日新聞社出版局 1999

## 主な作品収蔵先
- 福田繁雄デザイン館（二戸市シビックセンター内）
- 東京国立近代美術館
- 富山県立近代美術館
- 福田繁雄設計芸術館（東方技術学院新大楼（台湾高雄県）内）